# Tyranik jasnolicy
Tyranik jasnolicy (Myiopagis olallai) – gatunek małego ptaka z rodziny tyrankowatych (Tyrannidae). Występuje plamowo w Kolumbii, Ekwadorze i Peru. Ptak został opisany w 2000 roku przez Paula Coopmansa i Nielsa Krabbego.
Odkrycie, systematykaTakson ten odkrył Paul Coopmans w czerwcu 1992 roku, kiedy to w pobliżu miasta Zamora w południowo-wschodnim Ekwadorze, na wysokości około 1000 m n.p.m. zaobserwował i nagrał głosy ptaków, których nie potrafił przypisać do żadnego ze znanych mu gatunków. Do 1994 roku porównał nagrane głosy z głosami wszystkich podobnych gatunków ptaków i nabrał przekonania, że obserwował nieznany nauce gatunek. Holotyp (dorosłego samca) i paratyp (dorosłą samicę) odłowiono w październiku 1994 roku. Opis gatunku ukazał się w 2000 roku na łamach czasopisma „The Wilson Bulletin”.
Tyranik jasnolicy najbliżej spokrewniony jest z tyranikiem popielatym (M. caniceps). IOC wyróżnia trzy podgatunki M. olallai. Epitet gatunkowy upamiętnia Alfonso Manuela Olallę – Ekwadorczyka, kolekcjonera ptasich okazów.
Podgatunki i zasięg występowaniaTyranik jasnolicy zamieszkuje w zależności od podgatunku:
- M. o. coopmansi Cuervo, Stiles, Lentino, Brumfield & Derryberry, 2014 – północno-środkowa Kolumbia (departament Antioquia)
- M. o. incognita Cuervo, Stiles, Lentino, Brumfield & Derryberry, 2014 – góry Serranía de Perijá (na granicy Kolumbii i Wenezueli)
- M. o. olallai Coopmans & Krabbe, 2000 – Ekwador, Peru

MorfologiaDługość ciała 12–12,5 cm; masa ciała 11,1–14,0 g. Obie płcie są do siebie podobne.
ŚrodowiskoZamieszkuje wnętrza i obrzeża bardzo wilgotnych lub wilgotnych pierwotnych lasów górskich. Występuje na wysokościach między 890 a 1500 m n.p.m.
StatusIUCN po raz pierwszy sklasyfikowała tyranika jasnolicego w 2002 roku, nadając mu status „bliski zagrożenia” (NT, Near Threatened); w 2011 roku uznała go za gatunek narażony (VU, Vulnerable), a od 2019 roku klasyfikuje go jako gatunek najmniejszej troski (LC, Least Concern). Liczebność populacji nie została oszacowana, ale jej trend uznaje się za spadkowy, głównie ze względu na postępujące wylesianie.